# كورنيليوس ماثيوز
كورنيليوس ماثيوز (بالإنجليزية: Cornelius Mathews)‏ هو محام بالقضاء العالي وكاتب أمريكي، ولد في 28 أكتوبر 1817 في نيويورك في الولايات المتحدة، وتوفي في 25 مارس 1889 في نيويورك في الولايات المتحدة.